# オルトフタルアルデヒド
オルトフタルアルデヒド（o-phthalaldehyde、ortho-phthalaldehyde、フタルジアルデヒド、フタラール）は芳香族化合物で、化学式はC6H4(CHO)2。
OPAと略されることもある。

## 生化学
OPAは、紫外線や空気酸化に弱い。

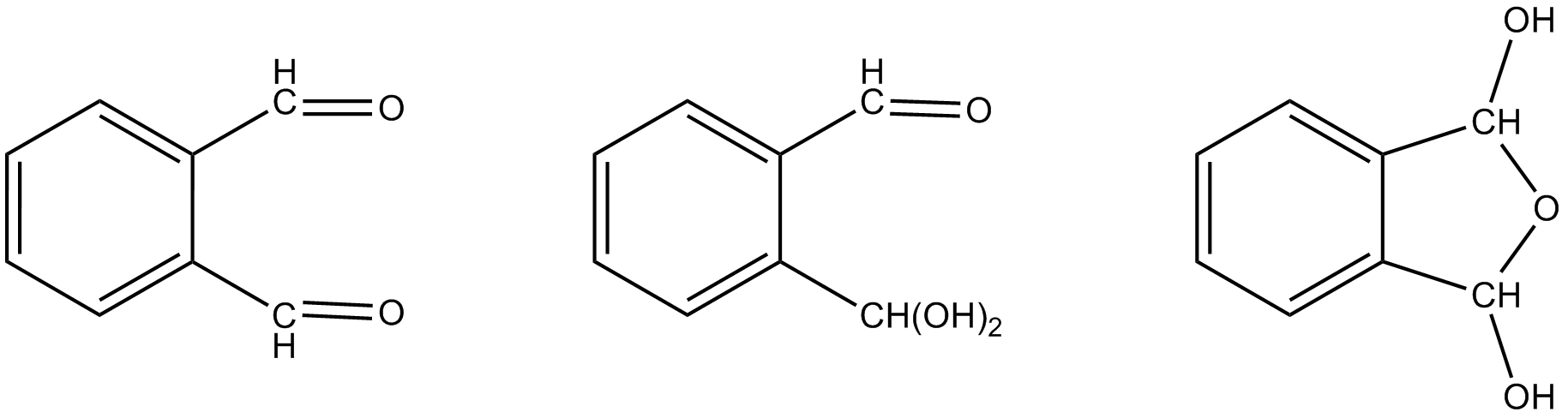
C_{6}H_{4}(CHO)_{2}　/　C_{6}H_{4}(CHO)(CH(OH)_{2})　/　C_{6}H_{4}(CH(OH))_{2}O

1級アミノ基のプレ・ポストラベル化試薬（高感度蛍光試薬）として、フルオレサミンと共に広く使用される。
N-アセチルシステインと共に使用すると、蛍光物質が生成する。

## フタラール製剤
OPAは、医療器具の消毒にも用いられる。
日本では、高水準消毒薬（芽胞が多数存在する場合を除きすべての微生物を死滅させる）としての2001年の承認以降、0.55%のフタラール製剤（商標：「ディスオーパ」）が、ジョンソン・エンド・ジョンソン社から市販されている。
殺芽胞効果自体は弱いものの、既存の消毒薬・グルタラール（グルタルアルデヒド）よりも揮発性が低いなどの利便性から、医療機関で普及した。
しかし、アナフィラキシーショック事故が相次いで発生したため、一部の器具に対する使用制限がかけられた。
使用時には、眼への飛散に対する注意、グルタラール用マスク・ゴム手袋の着用、換気が必要である。

## その他

### 異性体
- メタ - イソフタルアルデヒド[6] (m.p. 87–88 °C, CAS# 626-19-7)
- パラ - テレフタルアルデヒド[7] (m.p. 114–116 °C, CAS# 623-27-8).

### ポリフタルアルデヒド
ポリフタルアルデヒドは、フォトレジストで用いられるなどの用途がある。